# Flogging Molly
Flogging Molly é uma banda estadunidense de Irish punk, que mistura música tradicional irlandesa com Punk rock. Foi formada no ano de 1997 em Los Angeles, California, EUA.
Flogging Molly é considerado um dos grupos mais influentes e respeitados do gênero irish punk.

## História
Fundada em Los Angeles em 1997 pelo expatriado irlandês Dave King (nascido em Dublin), Flogging Molly tem o seu início em um bar local que também inspirou seu nome, chamado Molly Malone, onde a banda tocou, cresceu e estabeleceu o modelo para o seu sucesso. Segundo os membros do Flogging Molly, não havia expectativas para o som da banda. Noite após noite tocando para casa cheia no Molly Malone, o som evoluiu naturalmente. Tradicionais instrumentos celtas, como violino, bandolim e acordeão misturaram-se perfeitamente com as guitarras distorcidas e a bateria marcante. Conscientemente, sem tentar isso, Flogging Molly fez a fusão da música de infância de Dave King em Dublin com a música de sua vida adulta em L.A. Se não tivesse bandolim, acordeão, violino e flautas, seria punk rock. Se não tivesse guitarra, baixo e bateria, seria a música tradicional irlandesa. Com um som ancorado em tais influências diversas e com membros da banda com idades entre os 20 e 40 anos - uma combinação decididamente não-MTV - Flogging Molly não foi adotado pela indústria da música. A banda simplesmente não se encaixa em todas as noções preconcebidas do que uma "banda de sucesso" representa. Não dissuadido disso, Flogging Molly abraçou uma filosofia DIY (do-it-yourself). Sua ética de trabalho incrível e a crescente base de fãs levaram a gravadora Side One Dummy a apostar na banda. Em 2000 lança Swagger, contendo pérolas como "The Likes of You Again", "Black Friday Rules" e "The Worst day Since Yestarday" - que mais tarde faria parte da trilha sonora de Mr. & Mrs. Smith (Angelina Jolie/Brad Pitt) - superando expectativas. Em 2002 lança Drunken Lullabies, que incluiu clássicos instantâneos como o "Rebels of a Sacred Heart" e a triste "The Son Never Shines (on Closed Doors)." O disco Within a Mile of Home de 2004 mais uma vez mostrou a capacidade da banda em tocar rock'n'roll.
O penúltimo álbum Flogging Molly, Float, gravado na Irlanda, terra natal de King, oferece ainda uma outra iteração da evolução sonora da banda. Mais maduro, mas ainda mantendo o imediatismo que marca seu trabalho, Float obteve uma aceitação maior que qualquer outro álbum do Flogging Molly. O efeito é uma estratificação sinfônica do som que possui um único fluxo rítmico, do turbulento para o enlutado. Fãs de longa data e novos descobridores ficaram igualmente atônitos.O último álbum lançado foi o Speed of Darkness.
Flogging Molly não é uma banda simples, é uma família de sete membros. Eles são tão dedicados um ao outro quanto à música que criam. Não admira que sua família - a legião de fãs leais a Flogging Molly - continue crescendo a cada dia.
Em 2012, Flogging Molly se apresentou pela primeira vez no Brasil. Em 2018, a banda voltou pro Brasil.

## Discografia

### Álbuns
- 1997: Alive Behind the Green Door (26f Records)
- 2000: Swagger (SideOneDummy, Steve Albini)
- 2002: Drunken Lullabies (SideOneDummy, Tedd Hutt)
- 2004: Within a Mile of Home (SideOneDummy, Tedd Hutt)
- 2006: Whiskey on a Sunday (CD+DVD) (SideOneDummy, Tedd Hutt)
- 2007: Complete Control Sessions (EP) (SideOneDummy)
- 2008: Float
- 2010: Live From the Greek Theatre
- 2011: Speed Of Darkness
- 2017: Life Is Good

### Singles
- Salty Dog
  - Salty Dog
  - Juan el sentimental
- To Youth (my sweet Roisin Dubh)
  - To Youth (my sweet Roisin Dubh)
- Float
  - Float
  - Man with No Country
  - drunken lullabies